# Delorazepam
Delorazepam – organiczny związek chemiczny, lek z grupy benzodiazepin. Jest objęty Konwencją o substancjach psychotropowych z 1971 roku (wykaz IV). W Polsce jest w grupie IV-P Ustawy o przeciwdziałaniu narkomanii.